# CG-2.1
El Corredor Monforte de Lemos-Lalín o CG-2.1 es una vía para automóviles de la Junta de Galicia que transcurre entre Monforte de Lemos, en la provincia de Lugo y Lalín, en la provincia de Pontevedra, diseñada como una carretera limitada a 90 km/h para ser un corredor de larga distancia y de alta Intensidad media diaria (IMD). La longitud de este tramo es de 63,65 kilómetros, de los cuales 30,14 kilómetros corresponden a la CG.2-1 y 33,51 kilómetros corresponden a las carreteras LU-533 (entre Escairón y Chantada) y PO-533 (entre Alto de Faro y Lalín) y cumplen los estándares para el desdoblamiento del corredor.
Se desconocen las razones de que el corredor no esta completo a pase del trayecto de las dos carreteras LU-533 y PO-533 cumplen los estándares para ser un corredor. A principios de la década de los años 90 se había iniciado las obras de la mejora, acondicionamiento y firme del tramo entre Lalín y Escairón de la antigua carretera comarcal C-533. Éste sería el primer corredor más antiguo de Galicia con la primera inauguración del año 1993, en el tramo entre Alto de Faro y Chantada. Antes de esta primera inauguración, acabaron las obras del acondicionamiento de la antigua C-533, en los tramos: 
- Tramo Maceira-Alto de Faro (PO-533): junio de 1992[4] con distancia de 18 kilómetros.
- Tramo Chantada (este)-San Esteban (LU-533): julio de 1991[5] con distancia de 4,7 kilómetros incluyendo el nuevo puente sobre el río Miño.
- Tramo San Esteban-Escairón (LU-533): enero de 1993[6][7] con distancia de 7,7 kilómetros.

A mediados de la década de los años 90 encargaron las obras para completar el corredor hasta Monforte de Lemos con la puesta en servicio de la variante de Escairón en marzo de 1997 y unos siete meses después prolongaron el tramo hasta Bacelares y finalmente en mayo de 1999 llegado a Monforte de Lemos por el norte, un tramo de 3,6 kilómetros es de la CG-2.1 y otro de 2,1 kilómetros es de la VG-2.1. El último tramo por el oeste de Monforte de Lemos con la conexión de la carretera nacional N-120 fue inaugurado en febrero de 2005.

## Tramos
| Denominación | Tramo | Kilómetros | Año servicio |
| ------------ | --- | ---------- | ------------ |
| CG-2.1       | N-120 Monforte de Lemos (suroeste) - VG-2.1 Folgueira                                                         | 5          | 2005         |
| CG-2.1       | VG-2.1 Folgueira - Bacelares                                                                                  | 3,6        | 1999         |
| CG-2.1       | Bacelares - LU-615 Escairón (sur)                                                                             | 4          | 1997         |
| CG-2.1       | Variante de Escairón Tramo: LU-615 Escairón (sur) - LU-616 LU-533 Escairón (suroeste)                         | 2          | 1997         |
| LU-533       | LU-616 CG-2.1 Escairón (suroeste) - LU-617 San Esteban Acondicionamiento del tramo y reconversión al corredor | 7,7        | 1993         |
| LU-533       | LU-617 San Esteban - N-540 Chantada (este) Acondicionamiento del tramo y nuevo puente sobre río Miño          | 4,7        | 1991         |
| CG-2.1       | N-540 Chantada (norte) - LU-213 Alto de Faro                                                                  | 13,6       | 1993         |
| PO-533       | LU-213 CG-2.1 Alto de Faro - Maceira Acondicionamiento del tramo y reconversión al corredor                   | 18         | 1992         |

## Salidas

### Tramo Monforte de Lemos-Escairón
| Velocidad | Esquema | Salida | Sentido Escairón (LU-533)                                                               | Carriles | Sentido Monforte de Lemos (N-120)                                                                                                   | Carretera | Notas |
| --------- | ------- | ------ | --------------------------------------------------------------------------------------- | -------- | --- | --------- | ----- |
|           |         |        | Comienzo de Corredor Monforte de Lemos-Lalín CG-2.1 Procede de: N-120 Monforte de Lemos |          | Fin de Corredor Monforte de Lemos-Lalín CG-2.1 Incorporación final: N-120 Dirección final: N-120 Monforte de Lemos (sur) Ponferrada | N-120     |       |
|           |         | 0      |                                                                                         |          | N-120 DP-5903 Canabal Sober Orense                                                                                                  | N-120     |       |
|           |         |        | viaducto Río Cabe 160 m                                                                 |          | viaducto Río Cabe 160 m |           |       |
|           |         | 2      | Pantón Vila Termal N-120a Monforte de Lemos (centro) Ferreira                           |          | Pantón Vila Termal N-120a Monforte de Lemos (centro) Ferreira                                                                       | N-120a    |       |
|           |         | 5      | VG-2.1 Monforte de Lemos (oeste) CG-2.2 Lugo                                            |          | VG-2.1 Monforte de Lemos (oeste) CG-2.2 Lugo                                                                                        | VG-2.1    |       |
|           |         | 8      | Pantón Vila Termal Tuiriz Ferreira                                                      |          | Pantón Vila Termal Tuiriz Ferreira                                                                                                  | LU-P-4106 |       |
|           |         | 12     | LU-617 Escairón                                                                         |          | | LU-615    |       |
|           |         | 14     | LU-617 Escairón                                                                         |          | | LU-616    |       |
|           |         | 15     |                                                                                         |          | LU-617 Escairón | LU-616    |       |
|           |         |        | Fin de Corredor Monforte de Lemos-Lalín CG-2.1 Dirección final: LU-533 Chantada         |          | Inicio de Corredor Monforte de Lemos-Lalín CG-2.1 Procede de: LU-533 Escairón                                                       | LU-533    |       |

### Tramo Alto de Faro-Chantada
| Velocidad | Esquema | Salida | Sentido Alto de Faro (PO-533)                                                        | Carriles | Sentido Chantada (N-540) | Carretera | Notas |
| --------- | ------- | ------ | ------------------------------------------------------------------------------------ | -------- | --- | --------- | ----- |
|           |         |        | Comienzo de Corredor Monforte de Lemos-Lalín CG-2.1 Procede de: N-540 Chantada       |          | Fin de Corredor Monforte de Lemos-Lalín CG-2.1 Incorporación final: N-540 Dirección final: N-540 Lugo Orense LU-533 Monforte de Lemos Chantada | N-540     |       |
|           |         | 31     | LU-213 Chantada (oeste)                                                              |          | LU-213 Chantada (oeste) | LU-213    |       |
|           |         | 39     | Mundín Taboada                                                                       |          | Mundín Taboada | LU-P-6001 |       |
|           |         |        | Fin de Corredor Monforte de Lemos-Lalín CG-2.1 Dirección final: PO-533 Rodeiro Lalín |          | Inicio de Corredor Monforte de Lemos-Lalín CG-2.1 Procede de: PO-533 Alto de Faro                                                              | PO-533    |       |